# Liga Rionegrina de Fútbol
La Liga Rionegrina de Fútbol es una de las ligas regionales de fútbol de Argentina, que aglutina y organiza la práctica deportiva del fútbol oficial en la ciudad de Viedma y alrededores, con clubes de las provincias de Río Negro y Buenos Aires.
Tiene sede en calle Tucumán 258 en la ciudad de Viedma y es presidida por Alberto Beacon.
La Liga Rionegrina de Fútbol posee un representante a nivel nacional con la participación del Club Social y Deportivo Sol de Mayo en el Torneo Federal A y Copa Argentina.

## Jurisdicciones
La entidad está dividida en dos jurisdicciones:
- Sede central: actúan equipos de Viedma y de los partidos bonaerenses de Carmen de Patagones y Villarino.
- Subsede atlántica: juegan conjuntos de San Antonio Oeste, Las Grutas y Sierra Grande.
- Subsede Línea Sur: participan equipos de Ingeniero Jacobacci, Maquinchao, Los Menucos y Sierra Colorada.

## Historia
Fue oficialmente fundada el 4 de agosto de 1926. Su primera comisión directiva estuvo integrada por Jorge Sussini (el primer presidente de la institución), Diógenes Ríos (de Sol de Mayo, el vicepresidente), Fabián Crespo (como secretario, del Club 7 de Marzo de Tiro Federal) y Amadeo Galantini (tesorero, de Jorge Newbery).
Tanto clubes de Viedma como de Carmen de Patagones se unieron para integrar la liga. De Patagones: Jorge Newbery, 7 de Marzo, Tiro federal, Gimnasia y Esgrima y Emilio Mitre. De Viedma: Sol de Mayo, El Nacional, y, posteriormente, el Tiro Federal de Viedma.
En primera instancia se fijó domicilio en Patagones, pero el 5 de mayo de ese mismo año la sede se trasladó a la capital provincial debido a la inclusión de Carmen de Patagones en la jurisdicción de Bahía Blanca.
A lo largo de estos 86 años, la Liga se fue enriqueciendo mucho en historia para que sea la institución con la jurisdicción más amplia de la Patagonia.
Ha participado activamente en los torneos patagónicos reservados para categorías promocionales, especialmente para chicos de entre 15 y 17 años, integrándose con el resto de las ligas federadas en la Región Sur.
La Sub-15, en 2006, fue campeón nacional del torneo que se llevó a cabo en la ciudad de Necochea, y en 2007, se consiguió el cuarto puesto en Río Cuarto, Córdoba. 
La Sub-17, mientras tanto, finalizó cuarta en el certamen jugado en 2007.
En los Torneos Argentinos organizados por el Consejo Federal de Fútbol, la Liga ha sido representada por diversos clubes afiliados en forma permanente en las últimas décadas, obteniendo muy buenos resultados, entre los que merece destacarse a Sol de Mayo en el año 1988 y al Deportivo Patagones en el año 1995/96, quienes arribaron a la final del torneo, estando a un paso del ascenso al Torneo Nacional B. Los mismos participaron en el año 2012/2013 de Copa Argentina.
En el plano Nacional, la Liga Rionegrina consiguió su mejor actuación en 1978, al alcanzar los cuartos de final del Torneo Beccar Varela, reservado para selecciones del ligas. 
En 2019 se creó el departamento de Fútbol Femenino y comenzó a desarrollarse el primer torneo oficial de la liga.
Goleadores :
1975:Juan Carlos de Mattia
1976:Juan Carlos de Mattia
1977:Juan Carlos de Mattia
Records : 
El Ciclón 6 veces seguidas campeón

## Equipos afiliados

### Sede Central
| Equipo                                                 | Pueblo              | Fundación                | Provincia    |
| ------------------------------------------------------ | ------------------- | ------------------------ | ------------ |
| Club Social y Atlético Jorge Newbery                   | Carmen de Patagones | 20 de Junio de 1921      | Buenos Aires |
| Club Social y Deportivo Patagones                      | Carmen de Patagones | 28 de Diciembre de 1989  | Buenos Aires |
| Fortín Club                                            | Pedro Luro          | 1° de Febrero de 1930    | Buenos Aires |
| Club Social y Deportivo San Lorenzo                    | Stroeder            | 31 de Marzo de 1930      | Buenos Aires |
| Club Social y Deportivo Villalonga                     | Villalonga          | 7 de Abril de 1994       | Buenos Aires |
| Club Atlético Villa Congreso                           | Viedma              | 2 de Agosto de 1928      | Río Negro    |
| Club Social y Deportivo Sol de Mayo                    | Viedma              | 2 de Agosto 1920         | Río Negro    |
| Peña Patagonia Azul y Oro                              | Viedma              | 20 de Septiembre de 1997 | Río Negro    |
| Asociación Civil Deportiva y Cultural de Profesionales | Viedma              | 2008                     | Río Negro    |
| Club Social y Deportivo Fátima                         | Viedma              | 1964                     | Río Negro    |
| Club Social y Deportivo Boulevard                      | Viedma              | 20 de Julio de 1994      | Río Negro    |
| Asociación Civil Club Deportivo Inalauquen             | Viedma              | 13 de Abril 1997         | Río Negro    |
| Club Social y Deportivo Almirante Brown                | Viedma              | 7 de Noviembre de 1998   | Río Negro    |

### Sede Atlántica
| Equipo                                         | Pueblo            | Fundación                | Provincia |
| ---------------------------------------------- | ----------------- | ------------------------ | --------- |
| Club Atlético Independiente                    | San Antonio Oeste | 13 de Julio de 1915      | Río Negro |
| Club Atlético Talleres                         | San Antonio Oeste | 31 de Julio de 1931      | Río Negro |
| Club Sportivo Ferrocarril                      | San Antonio Oeste | 1.º de Mayo de 1917      | Río Negro |
| Club Social, Deportivo y Recreativo Las Grutas | Las Grutas        | 1° de Junio de 2006      | Río Negro |
| Club Social y Deportivo Sierra Grande          | Sierra Grande     | 12 de Abril de 2019      | Río Negro |
| Club Defensores del Golfo                      | San Antonio Oeste | 31 de Marzo de 2023      | Río Negro |
| Club Deportivo Sacachispas                     | Sierra Grande     | 2023                     | Río Negro |
| Club Social, Cultural y Deportivo Halcones     | San Antonio Oeste | 20 de Septiembre de 2022 | Río Negro |
| Club Social, Cultural y Deportivo Confluencia  | San Antonio Oeste | 2023                     | Río Negro |

### Sede Línea Sur
| Equipo                                          | Pueblo              | Fundación                | Provincia |
| ----------------------------------------------- | ------------------- | ------------------------ | --------- |
| Club Social y Deportivo Los Menucos             | Los Menucos         | 21 de Septiembre de 1958 | Río Negro |
| Club Deportivo Barrio Belgrano                  | Los Menucos         | 20 de Agosto de 1990     | Río Negro |
| Club Atlético 9 de Julio                        | Los Menucos         |                          | Río Negro |
| Asociación Civil y Deportiva Mallín Nehuen      | Maquinchao          | 16 de Noviembre de 1986  | Río Negro |
| Asociación Civil 12 de Octubre                  | Maquinchao          | 12 de Octubre 1986       | Río Negro |
| Club Social y Deportivo Sierra Colorada         | Sierra Colorada     | 2 de Enero de 1997       | Río Negro |
| Asociación Tiro Federal Argentino Huahuel Niyeo | Ingeniero Jacobacci | 17 de Diciembre de 1931  | Río Negro |